# TIG (baza danych)
TIG – polski program do tworzenia kartotekowej bazy danych rozwijany w latach 90. XX wieku.
Producentem programu była gdańska Spółdzielnia Pracy Informatyków InfoService, producent m.in. TAGa, miniTAGa i TAGera. Aplikacja funkcjonowała w środowisku DOS, posiadała graficzny interfejs, umożliwiała drukowanie polskich znaków i eksport danych do formatu DBF (oryginalnie zapisywanych w wewnętrznym formacie TIG). Zaletę stanowiła również prostota użytkowania. Posiadała jednak niewiele funkcji, ograniczoną maksymalną liczbę rekordów, brak możliwości pracy sieciowej czy zaawansowanego indeksowania.